# Merle Jääger

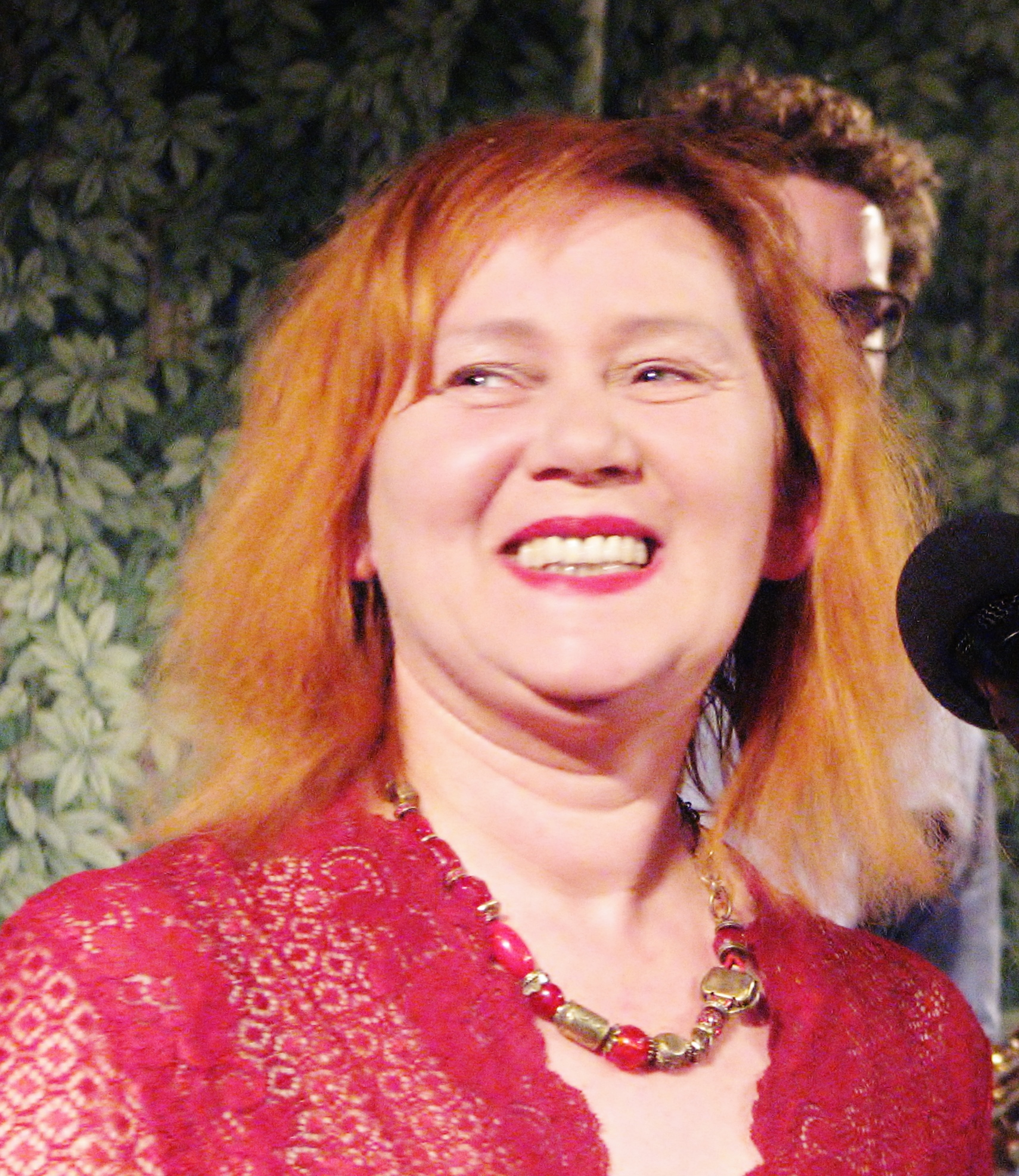
Merle Jääger auf dem Lyrikfestival HeadRead in Tallinn, 2015
Foto: Ave Maria Mõistlik, 30. Mai 2015

Merle Jääger (* 19. Oktober 1965 in Tallinn, literarisches Pseudonym Merca) ist eine estnische Schauspielerin und Dichterin.

## Leben
Merle Jääger besuchte zwischen 1972 und 1983 verschiedene Tallinner Schulen und trat 1983 in die Staatliche Hochschule für Musik und Theater ein. Hier beendete sie 1988 den Studiengang Schauspielkunst. Seit 1988 ist sie mit Unterbrechungen Schauspielerin am Tartuer Vanemuine-Theater. Merle Jääger war Mitglied der literarischen Gruppierung Wellesto und ist seit 2000 Mitglied des Estnischen Schriftstellerverbandes.

## Werk
Jääger debütierte 1986 mit Gedichten in Zeitschriften und begründete gemeinsam mit Tõnu Trubetsky eine eigenständige estnische Punk-Lyrik. In Trubetskys Debütband Pogo (1989) hat sie einige Gedichte gemeinsam mit Trubetsky verfasst.
Die ersten beiden Gedichtbände von Jääger erschienen 1989 in Kanada, wobei es sich inhaltlich um ein und dasselbe Buch handelt. Die eine Variante bestand lediglich aus losen Blättern (Merca by air mail), während die andere ein ordentlich gebundenes Buch war. Die estnische Dichterin Doris Kareva bezeichnete die Sammlung als „Schrei aus der Kloake“, was jedoch keineswegs negativ aufzufassen war. Im Gegenteil, sie begrüßte den estnischen „underground“ und erhoffte sich Weiteres von der Debütantin.
Danach trat jedoch eine Pause ein und Jääger widmete sich vor allem dem Theater. Erst 1998 kam das nächste schmale Gedichtbändchen von ihr, das „echte stilvolle Dekadenz“ bot und sich gegen sexistische Tendenzen wandte. Auch danach blieb die Dichterin sparsam mit ihren Veröffentlichungen, eroberte sich aber allmählich eine feste Position im Spektrum der estnischen Lyrik. „Ihre Bücher sind noch nicht in jedem estnischen Hause. Könnten es aber sein“, schrieb der Dichter Vahur Afanasjev in einer Rezension.
Merle Jäägers Roman Ein Mann (2009) ist als direkte Polemik gegen Olavi Ruitlanes Eine Frau (2009), das viele Leserinnen als sexistisch empfanden, aufzufassen.

## Auszeichnungen
- 1988: Voldemar-Panso-Prämie
- 1996: Drama '96-Preis
- 1997: Ants-Lauter-Prämie
- 1998: Preis des Estnischen Theatverbandes als beste Schauspielerin
- 1999: Drama '99-Preis als beste Schauspielerin

## Bibliographie
- Merca by Air Mail. Toronto: Maarjamaa 1989. 61 S.
- MercAmerka. Teine Ameerika-valimik ('Mercamerka. Zweite Amerika-Auswahl'). Scarborough: Maarjamaa 1989. 80 S.
- Vana libu hommik ('Morgen einer alten Hure'). Tartu: EK$-i Kaasaegse Kirjanduse Keskus 1998. 45 S.
- Hele häärber ('Die lichte Villa'). s. l.: Vilep et Vallik 2005. 117 S.
- Narrivile ('Die Narrenpfeife'). Tallinn: Tänapäev 2007. 106 S.
- Mees ('Ein Mann'). Tartu: A-Disain 2009. 179 S.

## Sekundärliteratur
- Malle Aleksius: Kodukirjandust Välis-Eestist, in: Sirp ja Vasar 14/1989, 7. April.
- Doris Kareva: Karje kloaagist, in: Vikerkaar 7/1989, S. 91–92.
- Tiina Laanem: Merle Jääger tahtis end meheks opereerida, in: Eesti Päevaleht Pluss, 10. April 1999, S. 11.
- Vahur Afanasjev: Emahundi ajatu ulg, in: Vikerkaar 6/2006, S. 116–118.
- Kätlin Kaldmaa: Vana naise muinasjutud, in: Looming 10/2006, S. 1574–1576.
- Merca: Hele häärber (A Bright Mansion), in: Estonian Literary Magazine 22 (2006), S. 33–34.